# Stema Muntenegrului
Stema Muntenegrului a fost adoptată printr-o lege ce a trecut de Parlament la data de 13 iulie 2004.